# Grillo (famiglia)
I Grillo sono un'antica famiglia consolare d'origine genovese.

## Origine del cognome
L'onomastica europea qualifica Grillus quale personale romano derivato dall'omonimo greco. Un'epigrafe citata da Theodor Mommsen attesta il patronimico romano Grillus. La storia ricorda Grillo, figlio di Senofonte, caduto nella battaglia di Mantinea (362 a.C.); in suo onore Aristotele compose uno scritto intitolato Grillo.

## Origine della famiglia
Antica famiglia consolare genovese di origine viscontile.
La tradizione vuole la famiglia Grillo presente in Genova già nel VI secolo con Argenta testimone di un'apparizione della Vergine. A ricordo fu eretta una cappella votiva divenuta nei secoli la Basilica di Santa Maria delle Vigne, che fu patronato di Casa Grillo.
I genealogisti indicano la famiglia come proveniente dalla Germania in persona di Gianifero Conte del Sacro Romano Impero stabilitosi in Genova nel 798.
Gli storici documentano il radicamento della stirpe viscontile in Genova nel corso del XII secolo: fu fatta pace tra i Grillo ed i Vento nel 1180 dopo furibonde lotte durate decenni.

## Storia

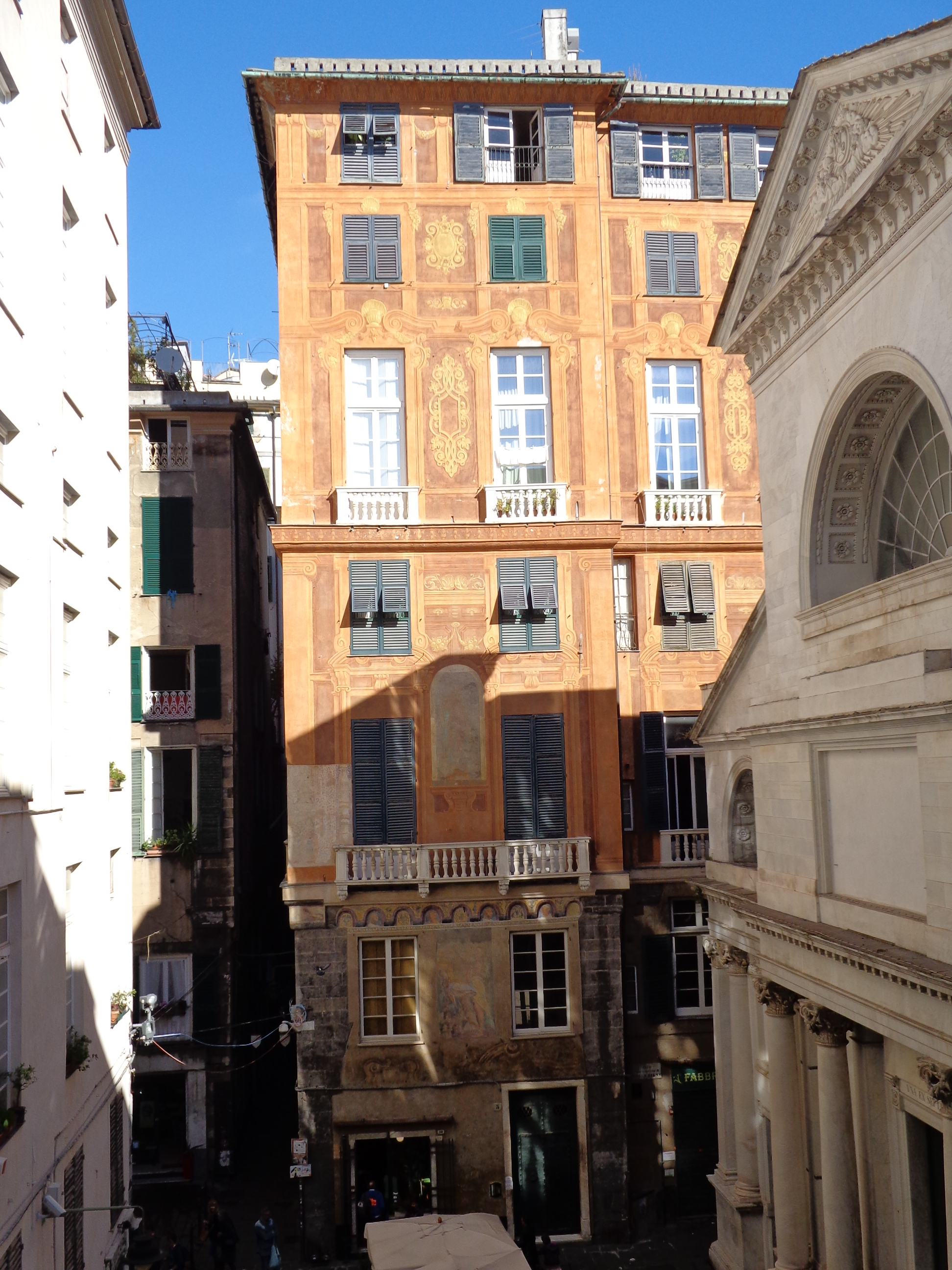
Palazzo Grillo Spinola, Genova

La partecipazione della famiglia al Governo della Repubblica e alle sue istituzioni si può dire ininterrotta nel corso dei secoli. A metà del XII secolo la famiglia risulta contitolare del potere consolare in Genova, per la fazione ghibellina, con numerosi Consoli di Stato e Consoli dei Placiti.
I Grillo ebbero ambasciatori, ammiragli della flotta genovese e uomini di chiesa. Simone, Ammiraglio vincitore dei veneziani a Durazzo nel 1264, depose il comando con la stessa modestia con cui l'aveva assunto, rifiutando la Signoria offertagli come ad un nuovo Guglielmo Boccanegra.
Nel 1427 la famiglia risulta già costituita in Albergo, con Giovanni (di Brancaleone) marito di Caterina Spinola (di Goffredo), Seniore della struttura aggregativa che diverrà organo di Governo con la riforma doriana del 1528. Giovanni discendeva da Guglielmo figlio di Pietro, stipite comune dei rami di Serravalle e di Mondragone. Giovanni istituì cospicue colonne nel Banco di San Giorgio. Nel suo testamento a rogito Labaino del 30 gennaio 1433, il Vir Nobilis Civis Januae Dominus Johannes Grillus q. Brancaleonis nomina eredi universali i figli Brancaleone ed Antoniotto, parla diffusamente dell'Albergo Grillo, delle possessioni di Arquata Scrivia (nel territorio di Serravalle) e del Monastero di detto luogo al quale fa legati.
Antoniotto, suo figlio, istituisce Cappellanie in San Benigno e San Nicolò del Boschetto nel 1455. È Governatore della famiglia nel 1468 ed Elettore d'Anziani nel 1477. Sposa Maria Spinola dei Signori di Cassano da cui Luca, istitutore di colonne nei cartulari del Banco di San Giorgio.

## Rami
Dall'Albergo Grillo uscirono altri rami emigrati da Genova tra il XIV ed il XVI secolo.

### Grillo di Arles
Giacomo Grillo, ultimo di un ramo della famiglia fissatosi in Arles nel secolo XIV, con testamento 22 marzo 1464 chiamava alla successione il suo congiunto Bartolomeo (di Stefano) con l'obbligo di stabilirsi nella cittadina francese e di chiamarsi Simone. Sposata nel 1472 la genovese Giovanna Vento, Simone originò il ramo dei Grillo marchesi di Estoublon e signori di Robiac i cui discendenti, fratelli Giuseppe e Carlo, ottennero nel 1786 l'iscrizione nel Libro d'Oro della Nobiltà genovese. Cinque personaggi di questo ramo vestirono l'abito di Malta.

### Grillo di Mondragone
Tra il XV e il XVI secolo, in conseguenza del clima di grave tensione politica esistente in Genova, un altro ramo della famiglia si trasferì nel Regno di Napoli dove ricoprì incarichi civili e militari per il governo di Spagna e per Enrico II di Guisa che governò per sei mesi la cosiddetta Reale Repubblica di Napoli sotto protettorato francese. Il 25 aprile 1683 don Domenico Grillo (di Marco Antonio) fu investito del marchesato di Clarafuente già posseduto con titolo vicecomitale. Marco Antonio (di Agapito), il 4 novembre 1692, ebbe il titolo di duca di Mondragone ed annessa Rocca sul Monte Petrino. Questo ramo, ottenuta l'ascrizione al Liber Nobilitatis, si estinse in Genova l'11 luglio 1820 con Filippo Agapito padre di Maria Rosa maritata a Gio. Carlo d'Oria.

### Grillo di Serravalle
Dopo la congiura dei Fieschi (1547), Giuliano Grillo (di Luca, di Antoniotto, di Giovanni) emigrò in Serravalle Scrivia dove la famiglia aveva feudi e tenimenti allodiali sotto la protezione dei parenti Spinola.
Giovanni Battista (1703-1776) ereditò i titoli, l'arma ed il nome del cognato conte Ferdinando Carbonara signore di Sardigliano (figlio del Conte Palatino Bartolomeo), avendo questi testato senza discendenza il 23 ottobre 1760 con rogito notaio Salvo.
Carlo (1780-1852), Cavaliere di Gran Croce dell'Ordine dei Santi Maurizio e Lazzaro, ebbe il titolo di Conte per l'antica civiltà del casato con RR.LL.PP. 11 marzo 1843. Alto magistrato, concluse la sua carriera quale Primo Presidente del Senato di Savoia.
Francesco (1816-1880), nipote del suddetto Carlo, fu magistrato presso la Corte d’Appello. Il di lui nipote, Francesco Pietro (1906-1983) fu giureconsulto, Ufficiale Superiore addetto al Governo AOI, decorato nelle campagne di guerra 1935-1936 e 1940-1945. Nel dopoguerra, i due maggiori esponenti dei Grillo sono stati Carlo (1919-1990) ed il cugino Alberto (1935-1995).

### Grillo Cattaneo
In Genova la famiglia sopravvisse solamente con il ramo di Leonardo (di Luca) il quale, sposata Delia di Tommaso Negroni, venne adottato nel 1620 dal marchese Leonardo Cattaneo. Dai fratelli Leonardo II e Carlo (di Leonardo) derivarono le linee estintesi nella prima metà del XIX secolo con Nicolò e Francesco, Patrizi genovesi, Cavalieri dell'Ordine dei SS. Maurizio e Lazzaro.

### Grillo di Giugliano
I Grillo di Mondragone feudatari e duchi di Giugliano (a volte erroneamente "Giuliano") furono:
- 1º Duca di Giugliano: Don Francesco (Genova, 13 dicembre 1646 + 19 settembre 1703) patrizio genovese, conte di Anguillara e alfiere maggiore del Re di Spagna. Feudatario di Giugliano dal 28-03-1691, investitura ducale del 14 settembre 1699. Sposa il 15-12-1681 Maria Vittoria Spinola.
- 2º Duca di Giugliano: Don Domenico[22] (Genova, 15 luglio 1685 + Cento, 26 luglio 1756) duca di Giugliano[23] dal 19-09-1703 al 26-07-1756, marchese di Francavilla, principe di Palo, duca di Monterotondo. Fratello maggiore di Carlo, generale dell'Armada Spagnola, deceduto prematuramente in Messico nel 1724 a bordo della nave da guerra Estrella de Mar. Alla morte senza figli di entrambi i fratelli nel 1756, inizia la procedura di devoluzione del feudo da parte del Regio Fisco. Domenico Grillo venne sepolto a Cento nella Basilica di San Biagio ove è presente la lapide che lo ricorda, con la descrizione "Ducis de Iuliano" (Duca di Giugliano)[24].
- 3º Duca di Giugliano: Don Giuseppe Enrico, Patrizio Genovese (Bruxelles, 13-01 1701 + Roma, 14-05-1766). Non ha il possesso del feudo di Giugliano, in quanto sottoposto a sequestro il 05 agosto 1756. Sposa il 13 gennaio 1759 Benedetta Grimani, nobile veneziana. La quarta figlia donna Livia, il 12-12-1733 sposa a Giugliano don Piermaria Firrao, 4º principe di Sant'Agata e 1º principe di Luzzi.
- 4º Duca di Giugliano: Don Scipione (+ Padova 30 luglio 1781), patrizio genovese. Sposa nel 1773 Maddalena Zambeccari, figlia del Conte Giovanni, patrizio bolognese. Duca di Giugliano fino al 17 agosto del 1778, data del Regio Assenso all’immissione nel Feudo del principe Marco Antonio Colonna. Gli eredi Grillo ovvero la marchesa di Trevico, la duchessa di Massa Carrara e la contessa Clelia Borromeo, fanno valere i propri diritti su Villa Pinelli, riuscendo a farla escludere dalla devoluzione del Feudo. Solo successivamente, dietro pagamento di un'ulteriore somma agli eredi (rispetto a 83.627 ducati già versati al Regio Fisco), il principe Colonna diviene proprietario della dimora ducale.

### del Grillo di Roma
Questa famiglia, il cui stemma coincide con quello dei Grillo genovesi, è segnalata in Toscana nel sec. XVI e poi nello Stato Pontificio, tra Marche ed Umbria. 
Fu ammessa al patriziato romano nel 1672 da Clemente X che aveva assegnato ad un Cosimo del Grillo il marchesato di Santa Cristina nella diocesi di Gubbio e la contea di Portula. Il titolo era poi passato al nipote Bernardo e da questi ancora ad un nipote, Onofrio, la cui memoria si è tramandata nella cultura popolare a Roma, tra storia e leggenda, per il carattere bizzarro.
Dopo di lui, i titoli ed il cognome passarono alla unica figlia Virginia e da questa alla famiglia romana Capranica, estintasi nei Pezzana.

## Albergo Grillo
Queste le famiglie comprese nell'Albergum de Grillis (IX).
- Bassignani: originari della Valle del Polcevera dal 1350 circa. Estinti.
- Battigatti: antichissimi cittadini genovesi dal 1000 circa. Estinti.
- Bavastrelli: originari dalla Spezia dal 1450.
- Biscotti: originari da Lucca dal secolo XV.
- Boccanegra: originari dalla Valle del Bisagno. Ad essa appartennero Guglielmo Capitano di Genova nel 1257 e Simone primo Doge della Repubblica nel 1339.
- Boggi: originari da Recco. Estinti.
- Camilla: famiglia risalente al XII secolo. Antonio vescovo e conte di Luni fece pace coi Malaspina per intervento di Dante Alighieri.
- Cantelli: originari da Chiavari dal 1200 circa.
- Cattaneo: nome dell'Albergo formato dalle famiglie De Volta, Mallona, Bustarina, Marchiona, Stancona, Bufferia ed Ingona nel 1301.
- Di Canarie: originari dalle Isole omonime.
- Dusio
- Garetti: originari da Nizza. Estinti.
- Goggi: originari dalla Lombardia. Estinti.
- Granara: originari dalla Riviera dal 1400.
- Griffi: originari da Pisa.
- Gualtieri: oriundi da Savona o da Vezzano.
- Leonardi: estinti.
- Levanto: originari dalla città omonima in Riviera di Levante. Giacomo almirante dell'armata che nel 1244 portò in Genova Papa Innocenzo IV.
- Malabita: originari dalla Riviera dal 1000 circa, furono ascritti nei Grillo e si dissero sempre tali.
- Mandillo: originari dalla Lombardia.
- Morando: originari da Levanto.
- Ottaggio
- Da Pelo: originari da Guglielmo, cavaliere all'impresa di Almeria e Console di Genova. Estinti.
- Pignali: originari dalla Riviera.
- Di Prà
- Scaniglia: originari da Rapallo. Estinti.
- De Scribanis: originari da Gavi.
- Vignolo: originari da Recco. Un ramo componente la Maona dei Giustiniani fu insignito del titolo di Principe di Cos.
- Voltaggio (famiglia): originari dalla città omonima dal 1200 circa.